# Xanthocalanus borealis
Xanthocalanus borealis är en kräftdjursart som beskrevs av Georg Ossian Sars 1900. Xanthocalanus borealis ingår i släktet Xanthocalanus och familjen Phaennidae. Inga underarter finns listade i Catalogue of Life.